# Pierre Flamion

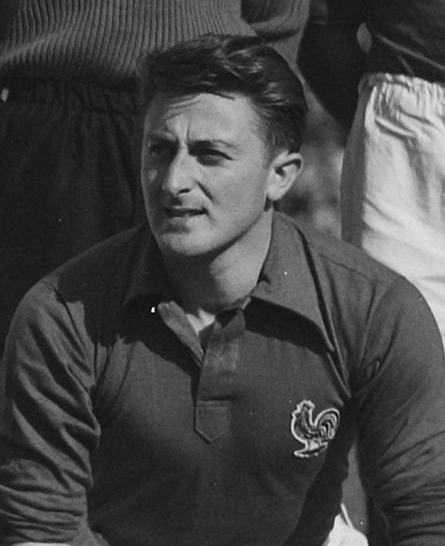
Pierre Flamion im Jahr 1949

Pierre Flamion (* 13. Dezember 1924 in Mohon, Département Ardennes; † 3. Januar 2004 in Dijon) war ein französischer Fußballspieler und -trainer.

## Die Spielerkarriere

### Im Verein
Mit 19 Jahren, noch mitten im Zweiten Weltkrieg, kam der junge Linksaußen, der auch ein guter Leichtathlet war (Champagne-Meister über 100 Meter und im Weitsprung), aus einem kleinen Ort, der heute in Charleville-Mézières eingemeindet ist, zusammen mit seinem Ex-Vereinskameraden Roger Marche zu Stade de Reims. In dieser Saison (1943/44) spielten im besetzten Frankreich allerdings statt Vereinsmannschaften sogenannte Regionalauswahlen (Équipes Fédérales) um Meister- und Pokalehren – und mit der ÉF Reims-Champagne stand der junge Neuzugang schon wenige Wochen nach seiner Ankunft im Endspiel um den französischen Pokal, das allerdings gegen die ÉF Nancy-Lorraine deutlich verloren wurde. Im folgenden Jahr gab es wieder eine Meisterschaft für Vereine, und Pierre Flamion gehörte zu dem Team, das die Spielzeit 1944/45 auf Platz 4 der Nordgruppe abschloss.
Nach der Befreiung 1945 normalisierte sich der Spielbetrieb in Frankreich (wieder eine Liga für das ganze Land), auch der Professionalismus war im Sport wieder zugelassen, und Flamion spielte die nächsten fünf Jahre für Stade Reims in der Division 1, der höchsten Liga des Landes. Neben ihm standen neben Marche, seinem Kumpel aus Mohon, mit Albert Batteux, Pierre Sinibaldi, Robert Jonquet und Armand Penverne bereits etliche der Fußballer, die ab Mitte der 1950er Jahre den Namen des Klubs in ganz Fußballeuropa berühmt machten.
Aber auch vorher gewann das Team bereits Meisterschaft (1949) und Pokal (1950); zur Meisterschaft hatte Flamion mit 13 Toren als zweitbester Schütze der Rémois entscheidend beigetragen. Und bereits 1948 war er Nationalspieler geworden.
Danach spielte der vom linken Flügel in die Halbstürmerposition gewechselte Flamion ein Jahr für Olympique Marseille, drei Jahre (davon zwei in der zweiten Liga) bei Olympique Lyon und weitere drei Jahre für AS Troyes (auch hier ein Jahr nur zweitklassig). Mit Troyes stand er 1956 noch einmal im Pokalendspiel. Mit Limoges FC stieg er als Spielertrainer 1958 in die erste Liga auf und wechselte dann dort endgültig auf die Trainerbank. Insgesamt hat er es in der Division 1 auf 71 Treffer gebracht.

#### Stationen
- ASC Mohon
- Stade de Reims (1944–1950)
- Olympique Marseille (1950/51)
- Olympique Lyon (1951–1954)
- AS Troyes-Savinienne (1954–1957)
- Limoges FC (Spielertrainer, 1957/58)

### In der Nationalmannschaft
Zwischen Mai 1948 und November 1953 spielte Pierre Flamion insgesamt 17-mal in der Équipe Tricolore, davon sieben für Reims, je drei für Marseille und Lyon sowie vier für Troyes. Er erzielte auch acht Tore für Les Bleus, darunter in zwei Spielen einen „Doppelpack“.

## Die Trainerlaufbahn
In Limoges blieb Flamion bis 1962 Trainer (in erster und zweiter Liga). Später trainierte er auch seine ehemaligen Klubs Stade Reims, das sich 1977 erst im Pokalfinale gegen AS Saint-Étienne geschlagen gab, und Troyes Aube, das er 1973 in die D 1 zurückbrachte. Weitere Stationen waren FC Metz, Thionville und Chaumont, wo er insgesamt zehn Jahre tätig war und den Verein Entente Chaumontaise AC zweimal (1966 und 1985) in die Division 2, die zweite Liga, geführt hat. Dort hat man ihn in so guter Erinnerung behalten, dass die Stadt das Stadion im Sommer 2004, bald nach seinem Tod, in Stade Pierre Flamion umbenannt hat und dieses Ereignis mit einem Spiel der Altliga-Teams von Chaumont und Troyes zelebrierte.

### Stationen
- Limoges FC (1957–1962)
- Entente Chaumontaise AC (1962–1968)
- FC Metz (1968–1970)
- Troyes Aube Football (1971–1975)
- Stade de Reims (1975–1978)
- La Sportive Thionvilloise (1979–1981)
- Entente Chaumontaise AC (1983–1987)
- ATAC Troyes (1992/93)

## Palmarès
- Französischer Meister: 1949
- Französischer Pokalsieger: 1950, zudem Finalist 1944, 1956 (als Spieler) und 1977 (als Trainer)
- 17 A-Länderspiele, 8 Tore
- 285 Einsätze und 106 Tore in der D1 (152/65 für Reims, 29/11 für Marseille, 32/5 für Lyon, 62/24 für Troyes, 10/1 für Limoges)